# ديف ويلسون
ديف ويلسون (بالإنجليزية: Dave Wilson)‏ (24 ديسمبر 1942 المملكة المتحدة - ) هو لاعب كرة قدم بريطاني.